# Чудо в Морганс-Крик
«Чудо в Морганс-Крик» (англ. The Miracle of Morgan’s Creek) — классическая эксцентрическая комедия режиссёра Престона Стёрджеса, вышедшая на экраны в 1944 году. В 2000 году лента заняла 54-е место в списке 100 самых смешных американских фильмов за 100 лет по версии AFI, а в 2001 году включена в Национальный реестр фильмов.

## Сюжет
Действие происходит в маленьком городке Морганс-Крик. Труди Коккенлокер мечтает пойти на прощальную вечеринку солдат, отправляющихся на войну, однако строгий отец-полицейский запрещает ей это. Чтобы обойти запрет, она уговаривает своего давнего поклонника Норвала Джонса пригласить её в кино и подождать её там, пока она будет развлекаться. Веселье выходит из-под контроля: на следующее утро ничего не помнящая Труди обнаруживает кольцо на своём пальце, а вскоре узнаёт о своей беременности. Проблема в том, что она не помнит ни имени своего ушедшего на фронт мужа (что-то вроде «Зицкивицки»), ни того имени, которым назвалась сама. Но самая большая опасность грозит Норвалу, поскольку именно на него обратит свой гнев отец Труди, узнав о совращении дочери. Молодые люди начинают придумывать различные схемы выхода из ситуации...

## В ролях
- Эдди Брекен — Норвал Джонс
- Бетти Хаттон — Труди Коккенлокер
- Диана Линн — Эмми Коккенлокер, 14-летняя сестра Труди
- Уильям Демарест — констебль Эдмунд Коккенлокер, отец Труди и Эмми
- Портер Холл — мировой судья
- Эмори Парнелл — мистер Тюрк
- Эл Бридж — мистер Джонсон
- Джулиус Таннен — мистер Рафферти
- Виктор Потел — редактор газеты
- Брайан Донлеви — губернатор Макгинти
- Аким Тамирофф — Босс

## Награды и номинации
- 1944 — премия Национального совета кинокритиков США за лучшую актёрскую работу (Бетти Хаттон), а также попадание в десятку лучших фильмов года.
- 1944 — номинация на премию Сообщества кинокритиков Нью-Йорка за лучшую режиссуру (Престон Стёрджес).
- 1945 — номинация на премию «Оскар» за лучший оригинальный сценарий (Престон Стёрджес).